# Sempervivum atlanticum
Sempervivum atlanticum ist eine Pflanzenart aus der Gattung der Hauswurzen (Sempervivum) in der Familie der Dickblattgewächse (Crassulaceae).

## Beschreibung

### Vegetative Merkmale
Sempervivum atlanticum wächst als Rosettenpflanze mit einem Durchmesser von 4 bis 6 Zentimeter (selten bis zu 8 Zentimeter). Ihre kurzen Ausläufer vertrocknen bald und tragen etwas kugelförmige Ableger. Die verkehrt eiförmig-länglichen, länglich spateligen oder verkehrt lanzettlichen, fein flaumhaarigen Laubblätter sind ziemlich bleichgrün und besitzen selten eine etwas rote Spitze. Die Blattspreite ist 20 bis 30 Millimeter (selten bis 50 Millimeter) lang und 9 bis 10 Millimeter (selten bis zu 12 Millimeter) breit. Ihre Spitze ist stumpf und trägt ein kurzes aufgesetztes Spitzchen.

### Generative Merkmale
Der dicht drüsig-flaumhaarige Blütentrieb erreicht eine Länge von bis zu 30 Zentimeter. Er trägt länglich lanzettliche, 25 bis 40 Millimeter lange Blätter, die während der Blütezeit leuchtend weinrot-purpurn gefärbt sind. Der Blütenstand besteht aus Zymen mit in der Regel gabeligen, ausgebreiteten Wickeln. Die 12-zähligen Blüten weisen einen Durchmesser von 3 bis 4 Zentimeter auf. Ihre grünen Kelchblätter sind auf einer Länge von bis zu 1,5 Millimeter miteinander verwachsen. Sie sind fast kugelförmig, spitz zulaufend und etwa 6 Millimeter lang. Die schmal linealischen, spitz zulaufenden, weißen Kronblätter besitzen einen breiten, rotpurpurfarbenen Mittelstreifen und weisen eine Länge von etwa 15 Millimeter auf. Die Staubfäden sind purpurfarben, die Staubbeutel trübgrün. Der pfriemliche Griffel ist leicht gebogen, die fast kreisrunden, winzig drüsigen Nektarschüppchen sind zurückgebogen.
Die Blütezeit ist Juni.

### Genetik
Die Chromosomenzahl beträgt {\displaystyle 2n=72}.

## Systematik und Verbreitung
Sempervivum atlanticum ist in Marokko auf dem Hohen Atlas verbreitet.
Die Erstbeschreibung als Sempervivum tectorum subsp. atlanticum durch John Ball wurde 1873 veröffentlicht. 1878 erhob er die Unterart in den Rang einer Art.
Ein weiteres nomenklatorisches Synonym ist Sempervivum tectorum var. atlanticum (Ball) Hook.f. (1873).

## Nachweise